# Personal Wireless Telecommunications
Personal Wireless Telecommunications (PWT) ist ein amerikanischer Standard für digitale Telefonie. Er basiert weitgehend auf dem europäischen DECT-Standard. 
Der nordamerikanische PWT-Standard bietet dieselben Dienste wie DECT an. Er nutzt dieselbe Framestruktur, MAC, DLC und NWK-Layer. Jedoch wird anderes moduliert und die Frequenzauswahl geschieht anders. Geräte mit PWT nutzen die lizenzfreien Frequenzen zwischen 1910 und 1920 MHz. PWT/E ist eine Erweiterung im lizenzierten Band 1850–1910 und 1930–1990 MHz. 
Im Jahr 2004 wurden die gesetzlichen Bestimmungen für die Frequenznutzung geändert, so dass DECT-Geräte mit einer geänderten Software zur Kanalauswahl und HF-Leistungssteuerung zum Einsatz kommen können (siehe ETSI EN 300 175-1, Kap. 5). Die Hardware stimmt mit DECT-Geräten überein.